# 達見恵
達見恵 （たつみ めぐみ、1981年10月17日 - ）は、日本の歌手、シンガーソングライター、ギタリストである。神奈川県横浜市出身。血液型B型。
横浜をこよなく愛するミュージシャンであり、『みらいdrop』（TVK Hi!横濱編集局のED）など、横浜を題材とする楽曲を手掛ける。
音楽ゲームの『GuitarFreaks＆DrumMania』に楽曲を提供しており、若年層を中心に知名度が上がっている。

## 略歴
横浜生まれの横浜育ち。
2000年11月にロックバンド「Misky」を結成し、佐野宏晃とともに音楽活動を開始。
2001年8月よりバンド「SEA EXPRESS」のボーカルとして佐野宏晃とともに音楽活動を続けるが、2006年よりバンド活動を休止、目指す音楽の方向性の違いから2007年8月23日のライブを最後にバンド自体が休止、ソロとして音楽活動を続ける。
2008年11月より、ギター（千本松仁）、ベース（上田哲也）、ドラム（大菊勉）、キーボード（松浦碧）を交えたバンド形式でのライブを中心に音楽活動を続けている。また、『GuitarFreaks＆DrumMania』への楽曲提供をV4（2007年）以降、継続して行っている。

## 主な作品
六月の風
オーディションを受けるために必要となって作成されたオリジナル曲。作曲は佐野宏晃で、この作曲依頼がきっかけとなってSEA EXPRESSが結成されることとなった。
みらいdrop
TVK Hi!横濱編集局のエンディングテーマソング。
SMILE&MUSIC
SEA EXPRESS名義のファーストアルバム。
ぎんいろ
銀色-完全版-のオープニングテーマ
恋は臆病
『GuitarFreaks＆DrumMania』V4への提供曲。
流れ星/あいたくて
ソロ活動後の1stシングル。
My dirlin' is ・・
コカ・コーラ主催のCoke Street Liveにて披露した曲。
ゴーイングマイウェイ！
『GuitarFreaks＆DrumMania』V5への提供曲。佐野宏晃も作品に関わっており、「達見恵 featured by 佐野宏晃」のクレジットが入っている（以降の作品への提供曲も同様）。
イジワルなあなた
『GuitarFreaks＆DrumMania』V6への提供曲。
星空に誓うロマンス
『うたっち』への提供曲。作曲はヴィNヴィN、編曲は96が担当している。
Hunter〜どうしても欲しいもの〜
『GuitarFreaks＆DrumMania』V7、XGへの提供曲。
キセキはじまり☆
『pop'n music』19 TUNE STREETへの提供曲。
Victory!
『GuitarFreaks＆DrumMania』V8、XG2への提供曲。
ぶきように恋してる
『pop'n music』20 fantasiaへの提供曲。
ジンクス
福井テレビのCMソングに起用されている曲。
HAPPY  limelight
『REFLEC BEAT』 limelightへの提供曲。 作曲はQrispy Joyboxが担当している
つぼみ
『GuitarFreaks＆DrumMania』XG3への提供曲。『jubeat』saucerに移植。
Summer Holiday
『GuitarFreaks＆DrumMania』XG3、『jubeat』copious APPENDへの提供曲。
いたずらな天使と☆Christmas Eve
『pop'n music』Sunny Park への提供曲。
キケンな果実
『GITADORA』への提供曲。『jubeat』saucer、『Dance Dance Revolution』に移植。
ノンフィクションワールド
『GITADORA』への提供曲。
一粒の涙
『GITADORA』Over Driveへの提供曲。
ブラックホール
『GITADORA』Tri-boostへの提供曲。
FRAGMENTS ～ふたつの記憶～
『pop'n music』ラピストリアへの提供曲。作詞はPONが担当している。
真夏のMotion☆
『GITADORA』Matixxへの提供曲。
REAL VOICE
『maimai でらっくす』Splashへの提供曲。
ROAD TO DREAM
『CHUNITHM』PARADISEへの提供曲。
Remember 〜彼方から〜
『GITADORA』HIGH-VOLTAGEへの提供曲。

## 作詞
月歌～ゲッカ～
マジカルハロウィン2への提供。
Magical Halloween2 ORIGINAL SOUNDTRACKには達見本人が歌うバージョンが収録されている
Colorful Days
NEWラブプラスメインテーマ

## その他
- 佐野宏晃とは同じ高校に通っていた。初めての協演は、高校時代に文化祭で演奏された『決戦は金曜日』であった。